# Phytomyza albimargo
Phytomyza albimargo är en tvåvingeart som beskrevs av Erich Martin Hering 1925. Phytomyza albimargo ingår i släktet Phytomyza och familjen minerarflugor.
Artens utbredningsområde är Tyskland. Arten är reproducerande i Sverige. Inga underarter finns listade i Catalogue of Life.